# Tahitoe
Tahitoe di Raiatea, altrimenti noto solo come Tahitoe (Raiatea, 1808 – Raiatea, 13 aprile 1881), è stato re di Raiatea e Taha'a dal 1871 al 1881.

## Biografia
Tahitoe nacque nel 1808 a Raiatea, figlio del principe Hihipa di Raiatea e di sua moglie Te-opua. Suo padre era nipote del re Tamatoa III di Raiatea.
Venne chiamato a succedere al trono di Raiatea dopo che il suo predecessore e parente, il re Tamatoa V venne destituito nel 1871 a causa della sua impopolarità, dopo alcuni anni di governo.
Nel 1881, ad ogni modo, anche Tahitoe venne destituito per via di una rivolta interna al paese che si opponeva alla sigla di un trattato che prevedeva il protettorato francese sull'isola. Rovesciato dal trono, venne succeduto dalla figlia primogenita Tehauroa.

## Matrimonio e figli
Tahitoe si sposò nel 1810 con la principessa Metua'aro. Si risposò nel 1836 con Te'e'eva Fa'atere'au Pomare. In totale dai due matrimonio ebbe otto figli:
- principessa Rereao Tahitoe.
- principe Tehaupoto Tahitoe.
- principessa Tetuaiterai Tahitoe.
- principessa Teihotua Tahitoe.
- principessa Vairaatoa Tahitoe.
- principessa Ariitiria Tahitoe.
- principe Tahitorai Tahitoe.
- principessa Tetupaia Tahitoe.